# Les Montagnes bleues
 (juin 2013).
Si vous disposez d'ouvrages ou d'articles de référence ou si vous connaissez des sites web de qualité traitant du thème abordé ici, merci de compléter l'article en donnant les références utiles à sa vérifiabilité et en les liant à la section « Notes et références ».
Les Montagnes bleues (géorgien : ცისფერი მთები ანუ დაუჯერებელი ამბავი, Tsisperi mtebi anu daujerebeli ambavi) est un film géorgien réalisé par Eldar Chenguelaia, sorti en 1983.

## Synopsis
Le personnage principal est un écrivain qui soumet son manuscrit à tous les membres d'un comité de lecture d'une maison d'édition. Les années passent et l'écrivain constate que, malgré ses efforts, la situation n'évolue pas. Personne ne semble se soucier de son manuscrit.

## Fiche technique
- Titre : Les Montagnes bleues
- Réalisation : Eldar Chenguelaia
- Scénario : Rezo Cheishvili (en)
- Photographie : Levan Paatashvili (ru)
- Directeur artistique : Boris Tsakaïa
- Compositeur : Guia Kantcheli
- Studio de production : Kartuli Pilmi
- Pays : Géorgie
- Durée : 97 minutes

## Distribution
- Ramaz Giorgobiani (ru) : Sosso
- Vassili Kakhniashvili : Vasso
- Teimuraz Tchirgadze : directeur
- Ivan Sakvarelidze : géomètre des mines
- Sesilia Takaishvili (en) : Tamara
- Grigol Natsvlishvili : Irodion
- Guram Lortkipanidze (ru) : Tenguiz
- Mikhaïl Kikodze : Otar
- Otar Koberidze (en) : acteur

## Récompenses
- Grand prix du Festival panrusse du cinéma de Kiev
- prix d'État de l'URSS en 1985 pour Eldar Chenguelaia, Rezo Cheishvili, Levan Paatashvili, Sesilia Takaishvili, Ramaz Giorgobiani, Ivan Sakvarelidze